# Lista över underceremonimästare vid Kungl. Maj:ts Orden
Detta är en lista över Kungl. Maj:ts Ordens underceremonimästareer.

## Undercermonimästare
- 1748–1758: Adam Otto Lagerberg
- 1758–1767: Carl Fredric Adelcrantz
- 1767–1781: Carl Johan Gyllenborg
- 1781–1787: Carl Borgenstierna
- 1787–1794: Georg Johan De Besche
- 1794–1800: Fredrik von Stockenström
- 1800–1806: H. G. Wachtmeister
- 1809–1815: Gustaf Bergenstråle
- 1815–1823: Gustaf Modée
- 1823–1832: A. J. Nils Gyldenstolpe
- 1836–1837: Gustaf G. G. Oxenstierna
- 1837–: Carl Fabian Wrede
- 1837– Conrad Ferdin Weidemann
- 1841–1850: Nils Fredrik Brahe
- 1851–1861: Rutger A. Wachtmeister
- 1858–: Adam Casimir Lewenhaupt
- 1888–1894: Gustaf Herman Celsing
- 1894–1901: Rudolf Hodder Stjernswärd
- 1902–1909: Conrad Vilhelm Henrik Gabriel Falkenberg af Trystorp
- 1937–1947: Pontus Robert Conrad von Rosen
- 1948–1952: Carl Wilhelm Sebastian Tham